# Sociedade Portuguesa de Física
A Sociedade Portuguesa de Física (SPF) MHIP é uma sociedade científica portuguesa dedicada a promover o ensino, a investigação e a divulgação da física em Portugal.
Surgiu como instituição autónoma em 1974, por divisão da Sociedade Portuguesa de Química e Física (fundada em 1926) na SPF e na Sociedade Portuguesa de Química. É membro da Sociedade Europeia de Física (EPS).
A 21 de novembro de 1995 foi feita Membro-Honorário da Ordem da Instrução Pública.

## Organização
A Sociedade Portuguesa de Física está organizada em três delegações regionais – Norte, Centro, e Sul e Ilhas – e em oito divisões temáticas.

### Divisões
- Educação
- Física atómica e molecular
- Física da matéria condensada
- Física médica
- Física nuclear
- Meteorologia, geofísica e astrofísica
- Ótica
- Física de partículas
- Física de plasmas

## Publicações
A Sociedade Portuguesa de Física tem uma publicação oficial: a Gazeta de Física. Tendo começado as suas publicações em 1946, foi integrada na SPF após a formação desta. A Gazeta de Física publica artigos em português de interesse para estudantes, professores e investigadores em física.

## Competições e prémios
A Sociedade Portuguesa de Física é responsável pela organização das Olimpíadas Portuguesas da Física e coordena a participação de Portugal nas Olimpíadas Ibero-americanas de Física (OIbF) e nas Olimpíadas Internacionais de Física (IPhO).
A partir de 2010 foi instituído o Prémio Fernando Bragança Gil, que serve também de homenagem ao professor da Faculdade de Ciências da Universidade de Lisboa e diretor do Museu de Ciência da Universidade de Lisboa, falecido em 2009, Fernando Bragança Gil. Este galardão destina-se a premiar bienalmente a melhor tese de doutoramento nacional em física publicada no período compreendido entre um e três anos antes.
Prémio Fernando Bragança Gil
- 2010 - Eduardo Castro – "Correlations and disorder in electronic systems: from manganites to graphene"[3]
- 2012 - Orlando Frazão – "Sensores em Fibra Ótica baseados em interferometria e efeitos não-lineares"[2][4][5]